# دوري سانت لوسيا لكرة القدم 2016
دوري سانت لوسيا لكرة القدم 2016 هو موسم من دوري سانت لوسيا لكرة القدم. فاز فيه Survivals FC ‏.